# 沖相寺
沖相寺摩崖造像位於四川省广安市广安区，鑿刻於隋至清。1961年7月13日公佈為四川省文物保護單位。1980年7月7日四川省重新公佈第一批文物保護單位時因毀壞而註銷。1980年11月11日公佈為廣安縣文物保護單位。2000年2月25日，廣安市人民政府公佈為第一批市級文物保護單位。2007年6月1日公佈為四川省第七批文物保護單位。2013年3月5日列為第七批全國重點文物保護單位。